# SchlagerTV
SchlagerTV is een Nederlands televisiekanaal dat op 31 oktober 2008 werd gelanceerd door Canal Digitaal. Het kanaal richt zich met Duitse schlagers en andere volksmuziek op de Nederlandse en Vlaamse televisiemarkt.
Het initiatief werd genomen door Gerard Ardesch en Jur Bron, die in 2005 TV Oranje startten. SchlagerTV is hier in feite het Duitstalige initiatief van. Er worden geen reclameblokken getoond. De opbrengsten komen uit abonneegelden, sponsoring, productplacement en programmaparticipatie.
Het was bij de start te ontvangen door abonnees van Canal Digitaal en TV Vlaanderen, met samen een bereik van meer dan één miljoen kijkers. De opening werd verricht door de schlagerzangers Dennie Christian en Chantal Roeters en Christians producer Edwin van Hoevelaak. Aanvankelijk zou het een maand uitzenden via het etalagekanaal; uiteindelijk werd dit uitgebreid tot drie maanden. Hierna was het een tijd alleen te zien via het bedrijfsnetwerk van Brava. Na adhesiebetuigingen van kijkers maakte het kanaal op 1 juli 2009 een herstart bij Canal Digitaal. In 2017 breidde de dekking van SchlagerTV uit naar Caiway. Sinds 2018 is het kanaal voor abonnees ook digitaal te ontvangen.